# Seleção Estadunidense de Polo Aquático Feminino
A Seleção Estadunidense de Polo Aquático Feminino representa os Estados Unidos em competições internacionais de polo aquático. É a seleção mais bem sucedida da modalidade (entre as mulheres) contando com mais de 20 títulos conquistados, entre eles, 2 títulos olímpicos e 5 títulos mundiais.

## Títulos
- Jogos Olímpicos (2): 2012 e 2016
- Campeonato Mundial (5): 2003, 2007, 2009, 2015 e 2017
- Liga Mundial de Polo Aquático (11): 2004, 2006, 2007, 2009, 2010, 2011, 2012, 2014, 2015, 2016 e 2017
- Jogos Pan-Americanos (4): 2003, 2007, 2011 e 2015

## Ligações Externas
- Sitio Oficial